# Віллафранка-Тіррена
Віллафранка-Тіррена (італ. Villafranca Tirrena, сиц. Villafranca) — муніципалітет в Італії, у регіоні Сицилія,  метрополійне місто Мессіна.
Віллафранка-Тіррена розташована на відстані близько 480 км на південний схід від Рима, 185 км на схід від Палермо, 12 км на північний захід від Мессіни.
Населення — 8626 осіб (2014).

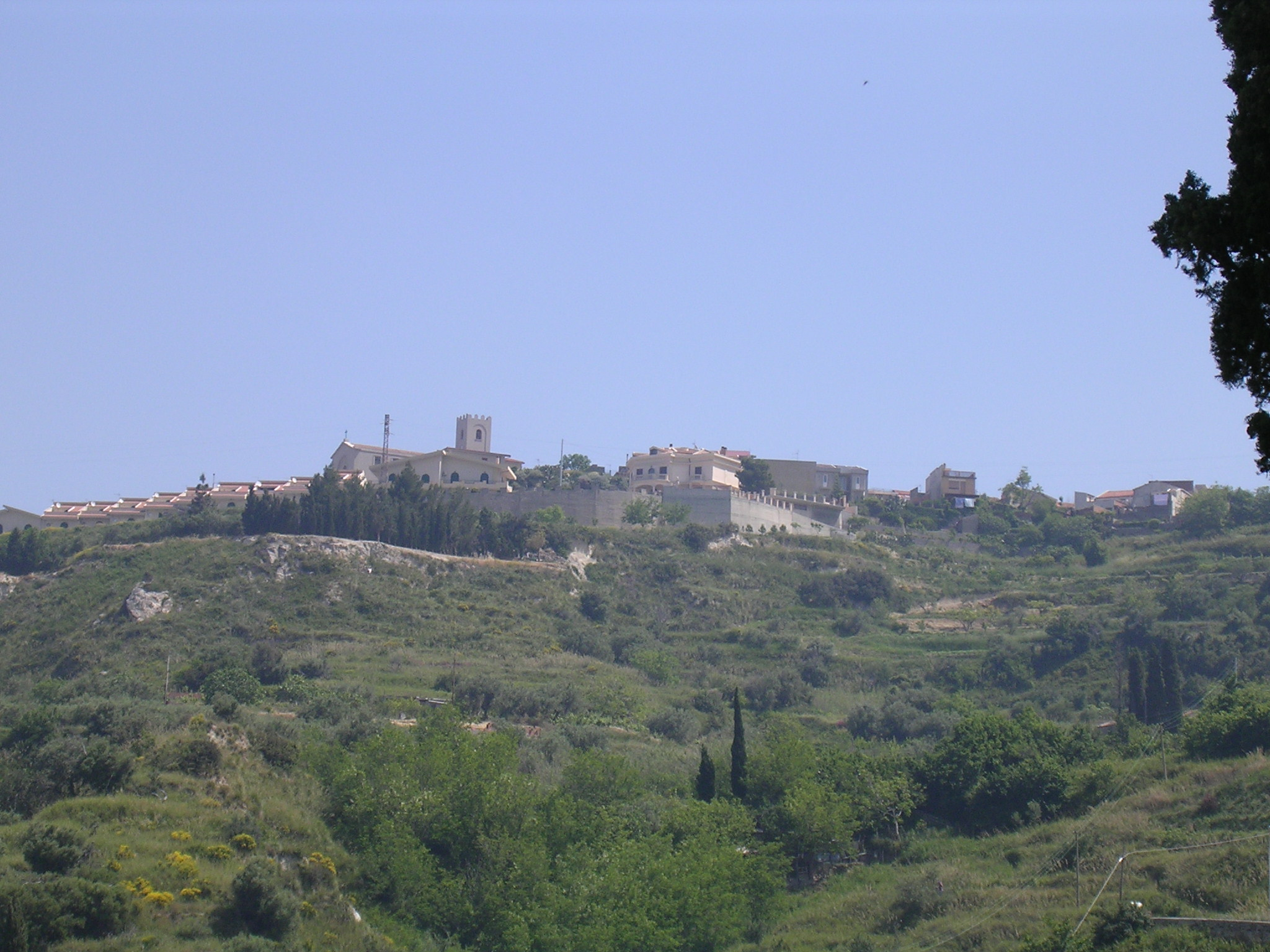

Щорічний фестиваль відбувається 6 грудня. Покровитель — святий Миколай.

## Демографія
Населення за роками:

Станом на 1 січня 2023 року в муніципалітеті офіційно проживали 143 іноземці з 25 країн, серед них 43 громадяни країн Євросоюзу та 3 громадяни України.

## Сусідні муніципалітети
- Мессіна
- Сапонара